# Alfons Proost
Alfons Proost (Sint-Niklaas, 13 september 1880 – Antwerpen, 22 december 1957) was een Belgisch kunstschilder.
Hij was leerling aan de Academie van Sint-Niklaas en aan het Hoger Instituut voor Schone Kunsten in Antwerpen bij professor Frans Courtens. In 1906 verbleef hij in Zweden en ging hij in de leer bij Zorn Anders. Van 1920 tot 1945 was hij leraar aan de Academie voor Schone Kunsten in Antwerpen.
Tijdens de Eerste Wereldoorlog, in 1916, werd Proost als oorlogsvrijwilliger zwaar gewond aan het hoofd; er bleef een deel van zijn gezicht verlamd. Hij herstelde in Londen en schilderde er opnieuw. Daar exposeerde hij in 1918 samen met Emile Claus, met wie hij een vriendschap sloot. In 1923 huwde hij met Anna de Barsy, een meisje dat hij tijdens zijn herstelperiode als verpleegster had leren kennen. Ze gingen in Berchem wonen.
Alfons Proost schilderde graag in openlucht: in de parken rond Antwerpen in een levendig coloriet. De stranden aan zee zijn eveneens een van geliefkoosde onderwerpen. Jaarlijks verbleef hij enige tijd in Parijs om er de werken van de internationaal gereputeerde schilders, zoals Pierre Bonnard en Édouard Vuillard en Raoul Dufy te ontdekken. Tijdens de wereldtentoonstelling in Antwerpen in 1931 raakte Proost in de ban van het Marokkaanse paviljoen, hetgeen hem inspireerde tot het schilderen van verschillende doeken.
Alfons Proost schilderde landschappen, interieurs, buitentaferelen en stillevens. Hij was tevens decorateur en illustrator. Stilistisch evolueerde hij van realisme naar luminisme met impressionistische toets. Tijdens zijn laatste periode maakte hij schilderijen van circustaferelen en ballerina's. Verzwakt door een ziekte kwam Proost in de jaren '50 bijna niet meer aan schilderen toe. Hij overleed in 1957 op 77-jarige leeftijd.
Het museum van Sint-Niklaas organiseerde in 1989 een retrospectieve.

## Musea
- Antwerpen, Koninklijk Museum voor Schone Kunsten
- Brussel, Koninklijke Musea voor Schone Kunsten van België
- Sint-Niklaas, Salons voor Schone Kunsten